# Christophe Honoré
Christophe Honoré (* 10. dubna 1970, Carhaix) je francouzský romanopisec, dramatik, scenárista a režisér.

## Život
Narodil se 10. dubna 1970 v Carhaix ve Francii. Po studiích moderní literatury a filmové školy v Rennes se v roce 1995 přestěhoval do Paříže a začal pravidelně přispívat do několika periodik, včetně filmových Cahiers du cinéma. V jeho prvních knihách pro mládež se věnuje závažným tématům jako HIV, sebevražda, incest a rodinná tajemství. Je považován za autorského režiséra, za film Dans Paris ho francouzští kritici označili jako pokračovatele filmu Nouvelle-Vague.

## Filmografie

### Scénář
- 2008: La Belle personne
- 2008: Le Bruit des gens autour
- 2007: Après lui
- 2007: Písně o lásce
- 2006: V Paříži
- 2004: Le Clan
- 2003: Ma mère
- 2002: Tout contre Léo
- 2002: Novo
- 2002: Dix sept fois Cécile Cassard
- 2001: Nous deux
- 2000: Les filles ne savent pas nager by Anne-Sophie Birot

### Režie
- 2008 : La Belle personne
  - Milostný příběh ze střední školy je typickou ukázkou Honorého tvorby. Milostný trojúhelník, rodinné vztahy a cesta za štěstím se mísí v komické tragédii. Hrají Louis Garrel, Léa Seydoux a Grégoire Leprince-Ringuet.
- 2007 : Les Chansons d'amour
  - Muzikál odehrávající se v ulicích Paříže, je neoficiálním pokračováním předchozího Honorého filmu Dans Paris. Příběh rozpadlého milostného trojúhelníku, výborná hudba a skvělé texty představují nový žánr francouzské kinematografie. Hrají Louis Garrel, Ludivine Sagnier a Chiara Mastroianni.
- 2006 : Dans Paris
  - Drama neúplné francouzské rodiny, jejíž členové se snaží vypořádat se ztrátou různými způsoby. Hrají Romain Duris, Louis Garrel, Joanna Preiss, Guy Marchand a Marie-France Pisier.
- 2003 : Ma mère
  - Příběh nefunkční rodiny se odehrává ve světě nespoutané sexuality a perverze, kam matka přivádí svého syna po smrti jeho otce. Hrají Isabelle Huppert a Louis Garrel.
- 2002 : Dix sept fois Cécile Cassard 
  - Historie ženy, která se musí vypořádat se smrtí manžela, odhaluje sedmnáct momentů, které vedou k jejímu návratu do běžného života. Hrají Béatrice Dalle, Romain Duris a Jeanne Balibar.
- 2002 : Tout contre Léo
  - Typická francouzská rodina se musí vypořádat s onemocněním jejich nejstaršího syna H.I.V. virem. Pro dobro rodiny se rozhodnou utajit tuto informaci před jedenáctiletým Marcelem, který ale začíná tušit, že s jeho bratrem není něco v pořádku. Hrají Alex Beaupain, Assaad Bouab, Marie Bunel, Sylvie Contant, Louis Gonzalez a Dominic Gould.
- 2000 : Nous deux

## Filmová ocenění
| Rok  | Festival                                           | Status    | Cena                | Kategorie            |
| ---- | -------------------------------------------------- | --------- | ------------------- | -------------------- |
| 2004 | Gijón Mezinárodní filmový festival                 | Nominován | Grand Prix Austrias | Ma mère              |
| 2007 | Cabourg Romantic Film Festival                     | Vítěz     | Nejlepší režie      | Les Chansons d'amour |
| 2007 | Filmový festival v Cannes                          | Nominován | Zlatá Palma         | Les Chansons d'amour |
| 2008 | Torino Mezinárodní Gay & Lesbický Filmový Festival | Vítěz     | Cena poroty         | Les Chansons d'amour |
| 2009 | Francouzský César                                  | Nominován | César               | La Belle personne    |

## Ostatní tvorba

### Romány
- 1995: Tout contre Léo
- 1996: C'est plus fort que moi
- 1997: Je joue très bien tout seul
- 1997: L'affaire petit Marcel
- 1997: L'infamille
- 1998: Zéro de lecture
- 1998: Une toute petite histoire d'amour
- 1998: Je ne suis pas une fille à papa
- 1999: Les nuits où personne ne dort
- 1999: Mon cœur bouleversé
- 1999: Bretonneries
- 1999: La douceur

### Divadelní hry
- 1998: Les Débutantes
- 2001: Le pire du troupeau